# Microlins

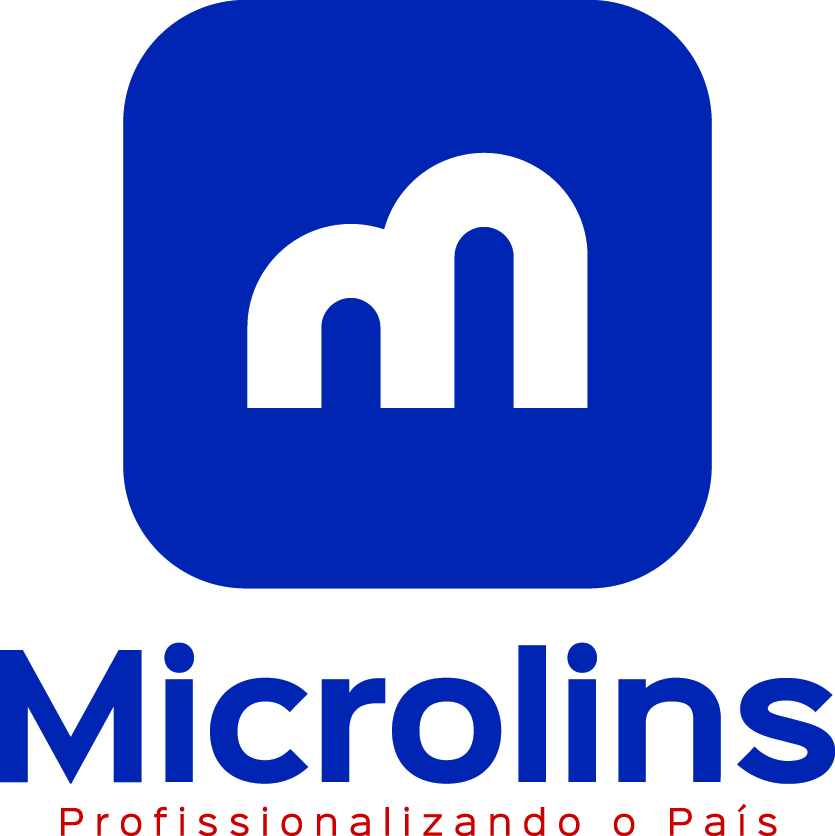
Logo da Microlins

Microlins, é uma rede de cursos profissionalizantes atuante em todo o Brasil, com mais de 400 unidades.

## História
A Microlins foi fundada em 1991 por José Carlos Semenzato, inicialmente como uma escola de informática, na cidade de Lins, no interior de São Paulo. Em apenas uma década e meia, a Microlins, transformou-se na maior empresa de cursos profissionalizantes do País. Focada no segmento de ensino da microinformática, a Microlins logo conquistou as principais cidades do Nordeste Paulista, instalando aí suas filiais. Hoje conta com mais de 550 unidades, estando entre as 15 maiores franqueadoras do país, segundo a Associação Brasileira de Franchising (ABF).
A Microlins conta com mais de 4 milhões de alunos já formados e 10.000 colaboradores.
Em suas unidades, a Microlins oferece mais de 70 opções de cursos profissionalizantes nas áreas de rotinas administrativas, informática, atendimento, vendas, turismo, idiomas, saúde e além de palestras.
No ano de 2010 a Microlins foi adquirida pelo Grupo Multi Holding, que hoje é proprietária das marcas Wizard, People Computação, Yázigi, Bit Company, Skill e SOS Computadores. Anteriormente, 70% das ações foram controladas pelo empresário José Carlos Semenzato onde e os outros 30% pela Anhanguera Educacional.
Em 4 de dezembro de 2014 o grupo britânico Pearson, focado em educação e edição de materiais didáticos e também proprietário do Financial Times de Londres, comprou a totalidade do Grupo Multi que inclui várias marcas do segmento por R$ 1,95 bi.
No ano de 2017, a marca Microlins passa a fazer parte do grupo MoveEdu, empresa de mais de 12 anos de experiência no mercado de educação e o maior grupo de capital nacional do segmento de cursos livres. O MoveEdu investe no ensino profissionalizante e de idiomas com base na inovação tecnológica. Com o sucesso das marcas, o grupo conquistou, por oito anos consecutivos, o Selo de Excelência em Franchising ABF.